# Tanaupodidae
Tanaupodidae é uma família de ácaros pertencentes à ordem Trombidiformes.
Géneros:
- Atanaupodus Judson & Makol, 2009
- Eothrombium Berlese, 1910
- Lassenia Newell, 1957
- Neotanaupodus Garman, 1925
- Neotyphlothrombium Robaux, 1968
- Paratanaupodus Andre & Lelievre-Farjon, 1960
- Paratyphlothrombium Robaux, 1968
- Polydiscia Methlagl, 1928
- Rhinothrombium Berlese, 1910
- Tanaupoda Haller, 1882
- Tanaupodaster Vitzthum, 1933
- Tanaupodus Haller, 1882
- Tignyia Oudemans, 1936